# Naftali Bennett
Naftali Bennett (tiếng Hebrew: נַפְתָּלִי בֶּנֶט, IPA: [naftaˈli ˈbenet]; sinh ngày 25 tháng 3 năm 1972) là một chính trị gia người Israel và là vị thủ tướng thứ 13 của quốc gia này, đảm nhiệm chức vụ này từ ngày 13 tháng 6 năm 2021 đến ngày 30 tháng 6 năm 2022. Ông từng là bộ trưởng các vấn đề ngoại kiều từ năm 2013 đến năm 2019 và là bộ trưởng Bộ Quốc phòng từ năm 2019 đến năm 2020. Ông đã lãnh đạo đảng Tân Cánh Hữu kể từ năm 2018, trước đó ông đã lãnh đạo đảng Ngôi nhà Do Thái từ năm 2012 đến 2018.
Sinh ra và lớn lên ở Haifa, là con trai của những người nhập cư từ Hoa Kỳ, Bennett đã phục vụ trong các đơn vị lực lượng đặc biệt Sayeret Matkal và Maglan của Lực lượng Phòng vệ Israel, chỉ huy nhiều chiến dịch chiến đấu, và sau đó trở thành một doanh nhân phần mềm. Năm 1999, ông đồng sáng lập và đồng sở hữu công ty Cyota của Hoa Kỳ, hoạt động trong lĩnh vực chống gian lận, tập trung vào gian lận ngân hàng trực tuyến, gian lận thương mại điện tử và lừa đảo.. Công ty đã được bán vào năm 2005 với giá 145 triệu đô la Mỹ. Ông cũng từng là Giám đốc điều hành của Soluto, một đơn vị dịch vụ điện toán đám mây của Israel, được bán vào năm 2013 với giá báo cáo là 100–130 triệu đô la.
Ông tham gia chính trị vào năm 2006, giữ chức vụ Chánh văn phòng của Benjamin Netanyahu cho đến năm 2008. Năm 2011, cùng với Ayelet Shaked, ông đồng sáng lập phong trào ngoài nghị viện My Israel. Năm 2012, Bennett được bầu làm lãnh đạo đảng Ngôi nhà Do Thái. Trong cuộc bầu cử Knesset 2013, cuộc tranh cử đầu tiên của Ngôi nhà Do Thái dưới sự lãnh đạo của Bennett, đảng này đã giành được 12 ghế trong tổng số 120 ghế. Ông phục vụ dưới thời Thủ tướng Netanyahu với tư cách là Bộ trưởng Kinh tế và Dịch vụ tôn giáo từ năm 2013 đến năm 2015 và là Bộ trưởng Giáo dục từ năm 2015 đến năm 2019. Vào tháng 12 năm 2018, Bennett ra khỏi đảng Ngôi nhà của người Do Thái để thành lập đảng Tân Cánh Hữu.
Vào ngày 2 tháng 6 năm 2021, Bennett đã đồng ý với chính phủ luân chuyển với Yair Lapid, theo đó Bennett sẽ giữ chức thủ tướng của Israel cho đến năm 2023, sau đó Lapid sẽ đảm nhận vai trò cho đến năm 2025. Bennett tuyên thệ nhậm chức vào ngày 13 tháng 6 năm 2021. Ông là thủ tướng thứ hai của Israel (sau Netanyahu) sinh ra sau khi thành lập nhà nước Israel.

## Tiểu sử
Naftali Bennett sinh ra ở Haifa, Israel, vào ngày 25 tháng 3 năm 1972. Ông là con út trong số ba người con trai của Jim và Myrna (Lefko) Bennett, những người nhập cư Mỹ gốc Do Thái chuyển đến Israel từ San Francisco vào năm 1967, một tháng sau chiến tranh sáu ngày. Nguồn gốc Ashkenazi Do Thái của cha ông đến từ Ba Lan, Đức và Hà Lan. Ông bà ngoại của anh chuyển đến San Francisco từ Ba Lan 20 năm trước khi chiến tranh thế giới thứ hai bùng nổ, và chuyển đến Israel khi cao tuổi, định cư trên phố Vitkin ở Haifa. Thông qua bà nội của mình, Bennett là hậu duệ của dòng tộc giáo sĩ Do Thái Rappaport và nhà bình luận Kinh thánh thời Trung cổ Rashi. Một số thành viên trong gia đình của mẹ anh vẫn ở Ba Lan đã bị sát hại tại cuộc đại đồ sát của Đức Quốc xã Holocaust.
Cả hai cha mẹ của Bennett đều theo Do Thái giáo Chính thống hiện đại. Sau khi chuyển đến Israel, họ làm việc tình nguyện vài tháng tại kibbutz Dafna, nơi họ học tiếng Hebrew, sau đó định cư ở khu Ahuza của Haifa. Jim Bennett là một nhà môi giới bất động sản thành công đã trở thành một doanh nhân bất động sản. Myrna Bennett là phó tổng giám đốc chương trình miền bắc của Hiệp hội người Mỹ và Canada ở Israel. Vào mùa hè năm 1973, khi Bennett mới một tuổi, gia đình trở về San Francisco theo sự thúc giục của mẹ anh. Với sự bùng nổ của chiến tranh Yom Kippur vào tháng 10 năm 1973, Jim Bennett trở về Israel để chiến đấu trong Lực lượng Phòng vệ Israel, phục vụ trong một đơn vị pháo binh trên mặt trận Cao nguyên Golan. Sau chiến tranh, phần còn lại của gia đình trở về Israel theo yêu cầu của ông vì ông được giữ làm nhiệm vụ dự bị trong nhiều tháng sau chiến tranh. Cha mẹ của Bennett cuối cùng đã quyết định ở lại Israel lâu dài.
Khi Bennett bốn tuổi, gia đình chuyển đến Montreal trong hai năm theo yêu cầu công việc của cha anh. Khi trở lại Haifa, Bennett bắt đầu theo học trường tiểu học Carmel. Khi anh học lớp hai, gia đình chuyển đến New Jersey trong hai năm, một lần nữa do công việc của cha anh. Gia đình trở lại Haifa khi Bennett mười tuổi.
Bennett có hai anh trai. Họ là Asher, một doanh nhân đang làm việc tại Vương quốc Anh và Daniel, một kế toán cho Zim Integrated Shipping Services.
Naftali Bennett đã học tại Trường phổ thông Yeshiva Yavane ở Haifa, và trở thành một lãnh đạo thanh niên ("madrich") với tổ chức thanh niên Phục quốc Do Thái Bnei Akiva.

### Binh nghiệp
Bennett nhập ngũ Lực lượng Phòng vệ Israel năm 1990. Ông phục vụ trong các đơn vị biệt kích Sayeret Matkal và Maglan với quân hàm đại đội trưởng. Bennett được giải ngũ sau sáu năm, nhưng vẫn tiếp tục phục vụ trong lực lượng dự bị và đạt cấp bậc thiếu tá. Bennett đã phục vụ trong Intifada lần thứ nhất và trong khu vực an ninh của Israel ở Liban trong cuộc xung đột Nam Liban 1982–2000. Ông chỉ huy nhiều cuộc hành quân. Trong số các nhiệm vụ khác, ông từng là sĩ quan trong Chiến dịch Grapes of Wrath. Sau thời gian phục vụ IDF, Bennett đã nhận được bằng luật của Đại học Hebrew ở Jerusalem. Trong cuộc Intifada lần thứ hai, ông tham gia Chiến dịch Lá chắn Phòng thủ.  Ông được đều động với tư cách dự bị cho đơn vị đặc nhiệm Maglan trong Chiến tranh Liban năm 2006 và tham gia vào nhiệm vụ tìm và diệt phía sau chiến tuyến của kẻ thù, hoạt động chống lại các bệ phóng tên lửa Hezbollah.
Một trong những hành động của Bennett với tư cách là một sĩ quan biệt kích đã gây tranh cãi lớn. Trong chiến dịch Grapes of Wrath, khi đang dẫn đầu một lực lượng gồm 67 binh sĩ Maglan hoạt động ở miền nam Liban, Bennett đã gọi radio để được hỗ trợ sau khi đơn vị của ông bị bắn đạn cối. IDF đã tung ra một cuộc pháo kích để tiếp viện lực lượng ông, và cuộc pháo kích đã tấn công một khu nhà của Liên hợp quốc nơi thường dân đang trú ẩn, một sự cố được gọi là vụ thảm sát Qana. Tổng cộng 106 thường dân Liban đã thiệt mạng. Vụ việc dẫn đến làn sóng lên án quốc tế, và áp lực ngoại giao sau đó khiến Israel phải kết thúc Chiến dịch Grapes of Wrath sớm hơn dự định. Nhà báo Yigal Sarna cho rằng Bennett thể hiện "khả năng phán đoán kém" trong quá trình tác nghiệp. Sarna viết rằng "Bennett dẫn đầu một lực lượng gồm 67 binh lính chiến đấu vào Liban. Tại một thời điểm nhất định, anh ta quyết định phớt lờ mệnh lệnh và thay đổi kế hoạch tác chiến, mà không phối hợp những động thái này với cấp trên của mình, người mà trong tâm trí anh ta là hèn nhát và không đủ kiên định. Gần làng Kfar Kana, quân của Bennett đã bị phục kích. " Trích dẫn một "nhân vật quân đội cấp cao", nhà báo Raviv Drucker nói rằng cuộc kêu cứu qua radio của Bennett sau khi đơn vị của ông bị bắn cháy là "cuồng loạn" và góp phần gây ra chết chóc. Bennett trả lời: "Tôi hiện đã bị một cuộc tấn công tuyên bố rằng tôi 'chịu trách nhiệm cho vụ thảm sát ở Kfar Kana'. Chủ nghĩa anh hùng sẽ không được điều tra. Hãy tiếp tục tìm trong kho lưu trữ. Hồ sơ quân sự của tôi có sẵn để xem và nó đang chờ đợi " Các cựu thành viên của đơn vị Bennett đã viết một lá thư bênh vực ông, nói rằng:" Naftali... đã lãnh đạo nhiều chiến dịch thành công dẫn đến việc tiêu diệt những kẻ khủng bố Hezbollah nằm sâu trong lãnh thổ địch". Các sĩ quan khác tham gia vào chiến dịch, bao gồm một người từng là cấp phó của Bennett trong sự cố Qana, cũng phủ nhận rằng ông đã thay đổi kế hoạch mà không hỏi ý kiến cấp trên.

### Sự nghiệp kinh doanh
Bennett chuyển đến Upper East Side của Manhattan để xây dựng sự nghiệp doanh nhân phần mềm. Năm 1999, ông đồng sáng lập Cyota, một công ty phần mềm chống gian lận và là Giám đốc điều hành của nó. Năm 2005, công ty được bán cho RSA Security với giá 145 triệu đô la, đưa Bennett trở thành triệu phú. Một quy định của thỏa thuận cho phép để nguyên vẹn chi nhánh tại Israel của Cyota. Kết quả là, 400 người Israel được làm việc tại các văn phòng Israel của công ty ở Beersheba và Herzliya. Bennett cũng từng là Giám đốc điều hành của Soluto, một công ty công nghệ cung cấp dịch vụ dựa trên đám mây cho phép hỗ trợ từ xa cho máy tính cá nhân và thiết bị di động vào năm 2009, vào thời điểm ông và đối tác Lior Golan đang tham gia gây quỹ cho vô số công ty khởi nghiệp công nghệ của Israel. Trước đó Soluto đã huy động được 20 triệu đô la Mỹ từ các nhà đầu tư, bao gồm các quỹ đầu tư mạo hiểm Giza Venture Capital, Proxima Ventures, Bessemer Venture Partners, Index Ventures, CrunchFund của Michael Arrington, Innovation Endeavors của Eric Schmidt và Initial Capital. Thương vụ bán Soluto với giá được báo cáo là 100–130 triệu đô la cho công ty Asurion của Mỹ được hoàn tất vào tháng 10 năm 2013.
Vào tháng 6 năm 2021, Forbes Israel báo cáo rằng Bennett dự kiến sẽ kiếm được 5 triệu đô la Mỹ từ khoản đầu tư của mình vào công ty công nghệ tài chính Mỹ Payoneer. Bennett đã đầu tư vài trăm nghìn đô la vào công ty trước khi bước vào chính trường. Payoneer sẽ niêm yết trên sàn giao dịch chứng khoán Nasdaq với mức định giá 3,3 tỷ đô la Mỹ sau khi đạt được thương vụ sáp nhập SPAC với FTAC Olympus Acquisition Corp vào tháng 2.

## Các quan điểm chính trị
Các vị trí của Bennett đã được mô tả là "người theo chủ nghĩa dân tộc cực đoan," và Bennett tự mô tả mình là "cánh hữu hơn" Netanyahu. Ông phản đối việc thành lập một nhà nước Palestine. Ông ủng hộ cắt giảm thuế.

### Xung đột Israel–Palestine

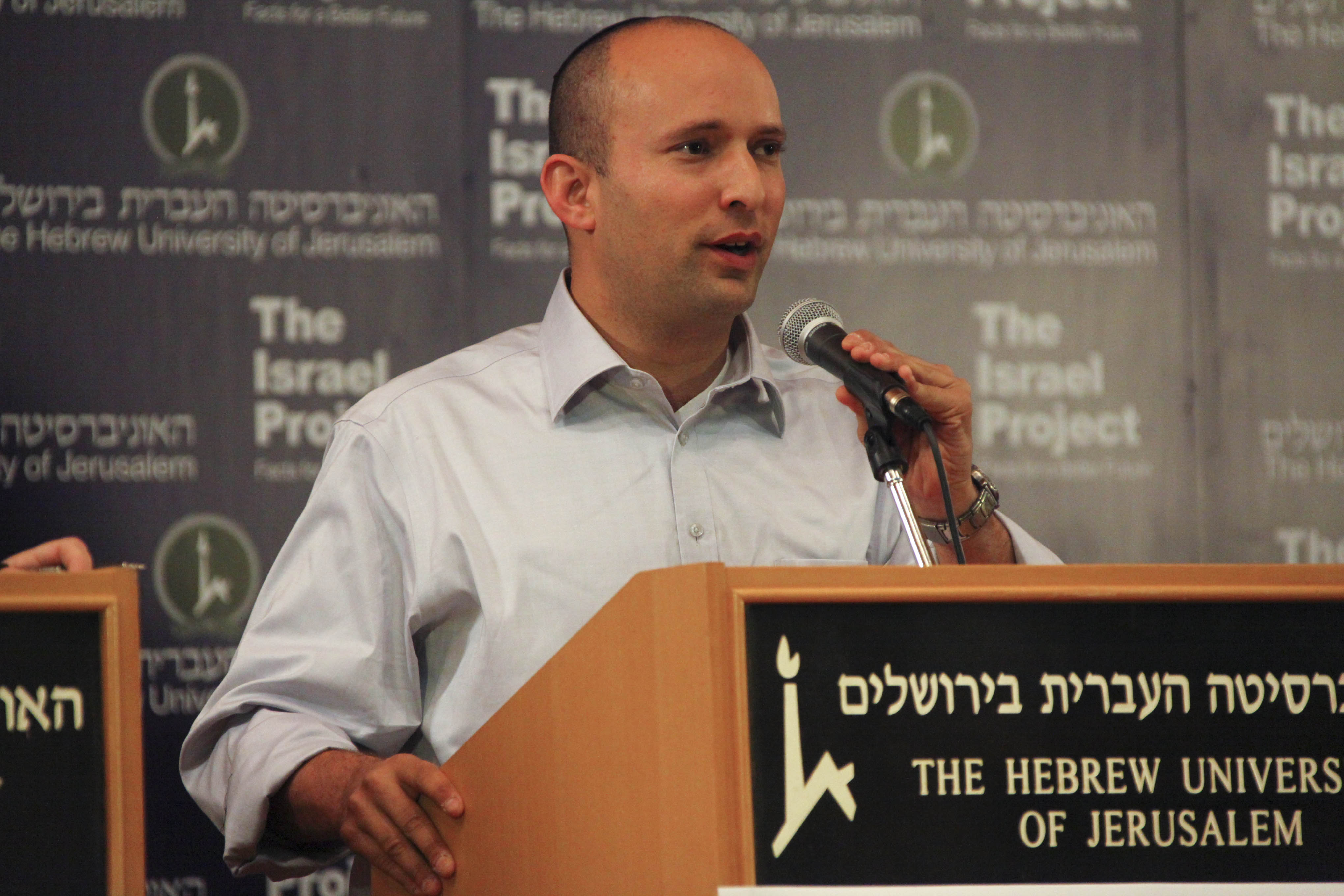
Bennett tại cuộc tranh luận chính sách đối ngoại trước cuộc bầu cử ở Đại học Hebrew Jerusalem, 8 tháng 1 năm 2013

Vào tháng 2 năm 2012, Bennett đã công bố một kế hoạch quản lý xung đột giữa Israel và Palestine được gọi là "Sáng kiến ổn định của Israel." Kế hoạch này một phần dựa trên các yếu tố của các sáng kiến trước đó, "Hòa bình trên Trái đất" của Adi Mintz và "Kế hoạch Hòa bình Elon" của Binyamin Elon. Nó dựa trên tuyên bố của các bộ trưởng đảng Netanyahu và Likud ủng hộ sáp nhập đơn phương Bờ Tây. Bennett phản đối thành lập một nhà nước Palestine, ông nói: "Tôi sẽ làm mọi thứ trong khả năng của mình để đảm bảo rằng họ sẽ không bao giờ có được một nhà nước."
Vào tháng 1 năm 2013, ông đề xuất một sự phân chia ba bên các lãnh thổ Palestine, theo đó Israel sẽ đơn phương sáp nhập Khu vực C, thẩm quyền đối với dải Gaza sẽ được chuyển giao cho Ai Cập, và Khu vực A và Khu vực B sẽ vẫn thuộc về Chính quyền Quốc gia Palestine, nhưng dưới sự bảo vệ an ninh của Lực lượng Phòng vệ Israel và Shin Bet để "đảm bảo sự bình yên, trấn áp khủng bố Palestine, và ngăn chặn Hamas chiếm lãnh thổ". Khu vực C chiếm 62% diện tích và có khoảng 365.000 người sống trong các khu định cư của Israel. Những người Palestine sống trong khu vực này sẽ được cấp quốc tịch Israel hoặc quy chế thường trú nhân (theo Bennett từ 48.000 đến 150.000 người, theo các cuộc điều tra khác). Cuối cùng, Israel sẽ đầu tư vào việc tạo ra những con đường để người Palestine có thể đi lại giữa Khu vực A và Khu vực B mà không cần trạm kiểm soát, đồng thời đầu tư vào cơ sở hạ tầng và các khu công nghiệp chung, bởi vì "Hòa bình phát triển từ bên dưới - thông qua con người và con người trong cuộc sống hàng ngày". Bennett cũng chống lại việc nhập cư của những người tị nạn Palestine hiện đang sống bên ngoài Bờ Tây, hoặc mối liên hệ giữa dải Gaza do Hamas kiểm soát và Bờ Tây. Năm 2011, ông lưu ý rằng có khoảng 50 nhà máy ở khu vực công nghiệp Bờ Tây nơi người Israel và người Palestine làm việc cùng nhau và coi đây là một cách tiếp cận khả thi để tìm kiếm hòa bình giữa hai bên.
Bennett đề nghị vào tháng 6 năm 2013 rằng Israel phải học cách chung sống với vấn đề Palestine mà không có "hành động phẫu thuật" chia cắt thành hai quốc gia: "Tôi có một người bạn bị mảnh đạn ở mông, và người ta cho rằng mảnh đạn có thể được phẫu thuật loại bỏ, nhưng nó sẽ khiến anh ấy tàn tật... Vì vậy, anh ấy quyết định sống chung với nó. Có những tình huống mà việc khăng khăng đòi hỏi sự hoàn hảo có thể dẫn đến nhiều rắc rối hơn mức đáng có. " "Mảnh đạn trong mông" của Bennett nhanh chóng được biết đến rộng rãi như là đại diện cho quan điểm của ông về vấn đề Palestine.
Trả lời về việc Israel trả tự do cho các tù nhân Palestine vào năm 2013, Bennett nói rằng những kẻ khủng bố Palestine nên bị bắn, nói thêm rằng, "Tôi đã giết rất nhiều người Ả Rập trong cuộc đời mình, và hoàn toàn không có vấn đề gì với điều đó". Bennett đã bị lên án rộng rãi vì những lời này, [42] mặc dù anh ta phủ nhận việc nói chúng, chỉ nói rằng ông chỉ nói rằng "những kẻ khủng bố nên bị giết nếu chúng gây ra mối đe dọa tính mạng ngay lập tức cho binh lính của chúng ta khi hành quân".
Vào tháng 1 năm 2013 Bennett nói, "Sẽ không tồn tại một nhà nước Palestine trong vùng đất nhỏ bé của Israel", ám chỉ khu vực từ sông Jordan đến biển Địa Trung Hải. "Nó sẽ không xảy ra. Một nhà nước Palestine sẽ là một thảm họa trong 200 năm tới."
Vào tháng 12 năm 2014, một nhóm các học giả phản đối phong trào Tẩy chay, thoái vốn và trừng phạt và các thành viên của The Third Narrative, một tổ chức theo chủ nghĩa phục quuốc lao động, đã kêu gọi Hoa Kỳ và E.U. áp đặt các biện pháp trừng phạt đối với Bennett và ba người Israel khác "những người dẫn đầu nỗ lực đảm bảo Israel chiếm đóng vĩnh viễn Bờ Tây và đơn phương sáp nhập toàn bộ hoặc một phần của nó, vi phạm luật pháp quốc tế". Các học giả, những người tự xưng là Học giả cho Israel và Palestine (SIP) và tự nhận là "ủng hộ Israel, ủng hộ Palestine, ủng hộ hòa bình", đã yêu cầu Hoa Kỳ và EU đóng băng tài sản nước ngoài của Bennett và áp đặt các hạn chế về thị thực.  Bennett đã được chọn làm mục tiêu cho các biện pháp trừng phạt được đề xuất vì công việc của ông trong việc phản đối việc đóng băng khu định cư năm 2010 trong khi ông là giám đốc của hội đồng định cư Yesha, tích cực ủng hộ việc sáp nhập hơn 60% Bờ Tây, và "thúc ép mạnh mẽ một chính sách thay đổi thôn tính. "
Vào tháng 10 năm 2016 Bennett nói, "Về vấn đề Đất đai của Israel, chúng ta phải chuyển từ hành động sang quyết định. Chúng ta phải đánh dấu giấc mơ, và giấc mơ là Judea và Samaria sẽ là một phần của Quốc gia có chủ quyền của Israel. Chúng ta phải hành động ngay hôm nay, và chúng ta phải cống hiến mạng sống của mình. Chúng ta không thể tiếp tục đánh dấu Vùng đất Israel là mục tiêu chiến thuật và nhà nước Palestine là mục tiêu chiến lược. "
Vào tháng 11 năm 2016, Bennett nói rằng việc Donald Trump được bầu làm Tổng thống Hoa Kỳ đã mang lại cho ông hy vọng rằng giải pháp hai nhà nước sẽ không còn được coi là khả thi nữa, ông tuyên bố rằng, "Kỷ nguyên của nhà nước Palestine đã qua đi".
Theo nhà báo Israel Anshel Pfeffer, những người từng làm việc với Bennett đã nói riêng rằng phần lớn các bài hùng biện của ông là dành cho mục đích vận động bầu cử, và ông thực tế ôn hòa hơn những gì người ta nghĩ.
Bất chấp quan điểm cánh hữu được bày tỏ của ông chống lại một nhà nước Palestine, trong khi tham gia vào các cuộc đàm phán liên minh cho một chính phủ đoàn kết với Yair Lapid và các nhà lãnh đạo đảng khác sau cuộc bầu cử lập pháp năm 2021 của Israel, trong đó ông đã được đề nghị Thủ tướng, Bennett đồng ý với chính sách không sáp nhập bất kỳ lãnh thổ nào ở Bờ Tây và không xây dựng bất kỳ khu định cư mới nào trong thời gian làm Thủ tướng trong một chính phủ đoàn kết tiềm năng..